# Paraentoria bannaensis
Paraentoria bannaensis är en insektsart som först beskrevs av Chen, S.C. och Yun He He 1997.  Paraentoria bannaensis ingår i släktet Paraentoria och familjen Phasmatidae. Inga underarter finns listade i Catalogue of Life.